# ليزلي هاندنغ
ليزلي هاندنغ (مواليد 18 يونيو 1921) هو ملاكم سريلانكي، مثّل بلاده في الألعاب الأولمبية الصيفية في دورتي 1948 و1952.

## روابط خارجية
ليزلي هاندنغ على موقع أوليمبيديا (الإنجليزية)